# إلسيوميات
الإلسيوميات (الاسم العلمي: Illiciales) هي رتبة نباتية تتبع صف الثنائيات الفلقة من شعبة المستورات البذور.
هذه الرتبة لا يعترف فيها كل خبراء التصنيف النباتي.تتألف بشكل من 2-4 عائلات من الشجيرات والأشجار والليانا الأصلية في أستراليا وجنوب شرق آسيا وجنوب شرق الولايات المتحدة.